# دانشگاه تولین

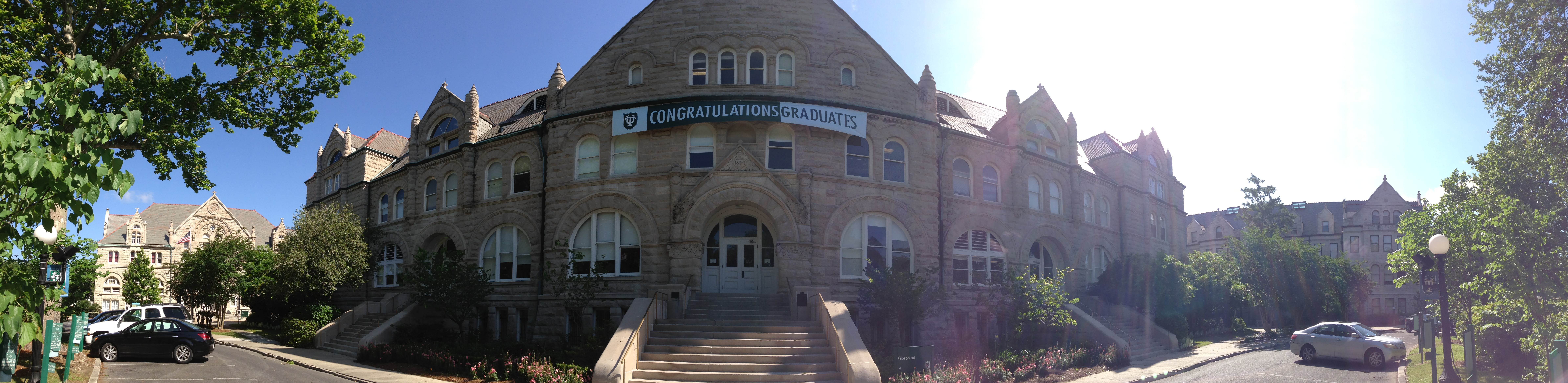
دانشگاه تولِین

دانشگاه تولِین (به انگلیسی: Tulane University)، یک دانشگاه تحقیقاتی خصوصی در نیواورلینز واقع در ایالت لوئیزیانا آمریکا است که در سال ۱۸۳۴ میلادی تأسیس شده‌است.

## نگارخانه

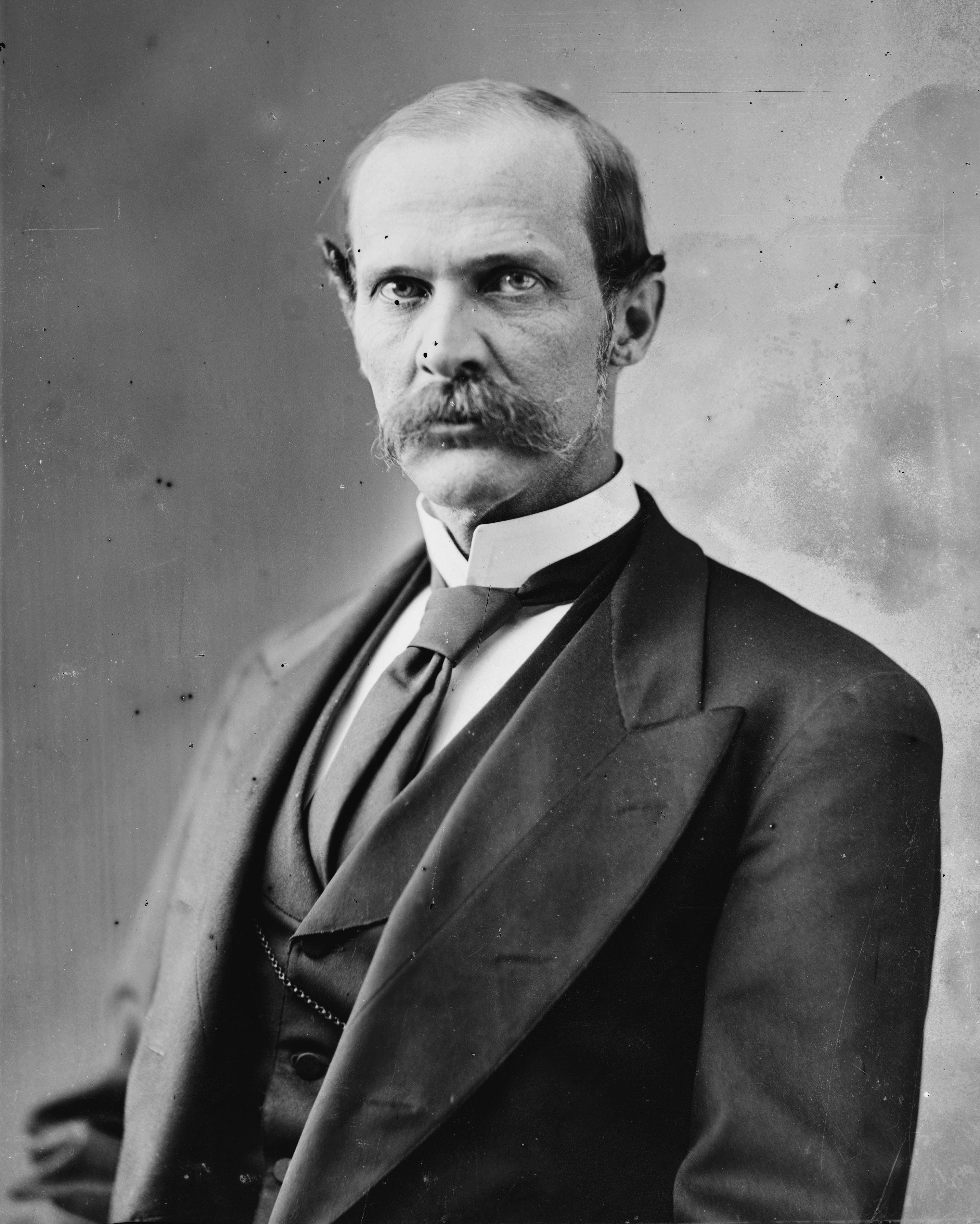
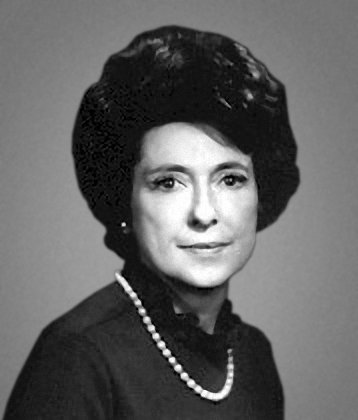
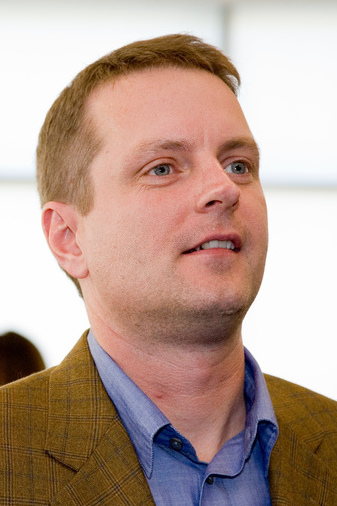
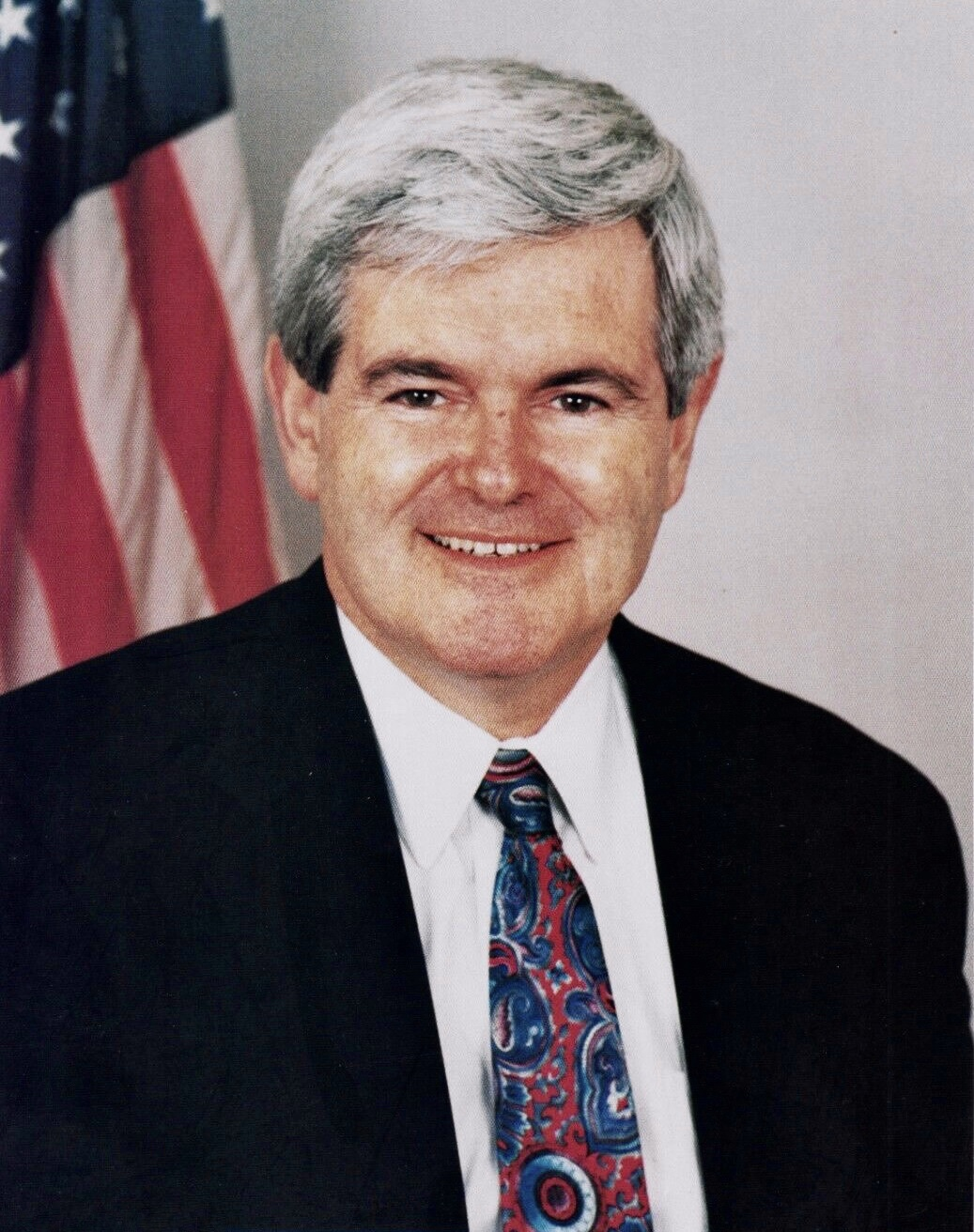
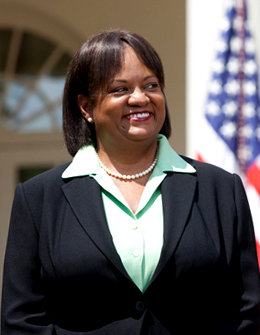
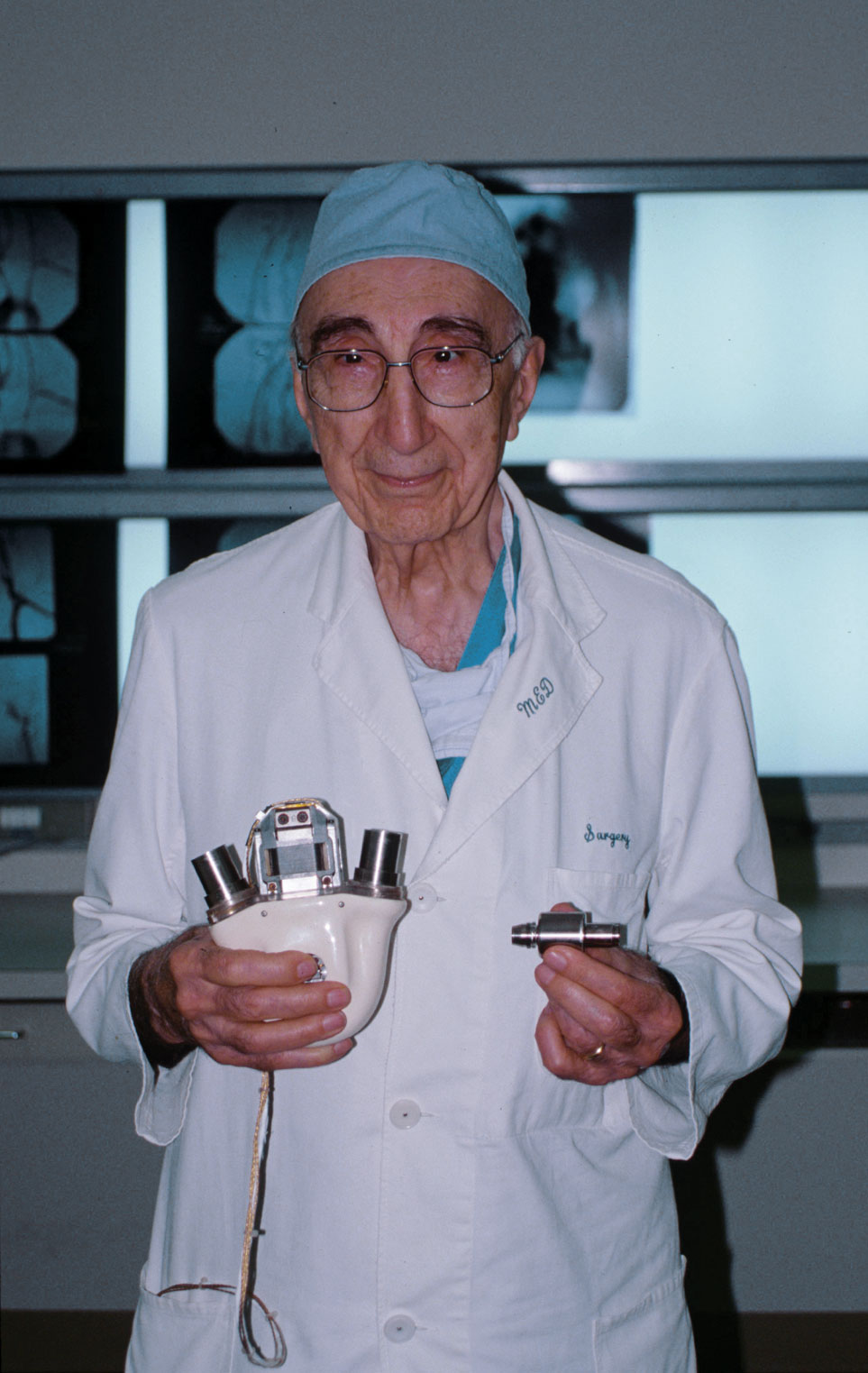
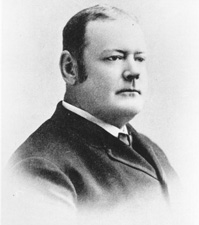